# Porte Cailhau
La porte Cailhau (porta deu Calhau en 1450) ou porte du Palais est une porte de la ville de Bordeaux, dans le département français de la Gironde. Elle faisait office à la fois de porte défensive et d'arc de triomphe (présence d'une niche à l'effigie du roi). Elle est classée monument historique depuis le 28 mai 1883.

## Situation
La porte Cailhau se dresse sur la place du Palais du côté du fleuve. Située entre les embouchures des deux principales rivières de Bordeaux, le Peugue (cours d'Alsace et Lorraine) et la Devèze (rue de la Devise), c'était la principale entrée dans la ville depuis le port. Elle donnait accès au Palais de l'Ombrière, résidence des ducs de Guyenne, puis siège du Parlement de Bordeaux à partir de 1462.
À l'époque, les quais verticaux n'existaient pas. La rive descendait en pente douce vers le fleuve et c'étaient des bateaux légers qui déchargeaient les navires ancrés dans le fleuve.

## Toponymie
Le nom de la tour signifie caillou (calhau en gascon). Il était donné au quai en pente douce situé entre les deux rivières, que l'on « appela le quai daü Caillaü (du Caillou), parce qu'en raison de son utilité, il fut le premier à être pavé en cailloux de rivière. (...) Cette porte se trouvant placée en face du quai du Caillaü, dut naturellement prendre ce nom. »,.
Ce nom est partagé avec la puissante famille bourgeoise bordelaise médiévale des Cailhau ou Caillau, établie près du Palais de l'Ombrière non loin de la porte fortifiée qui perpétuerait leur nom, et qui donna plusieurs maires à la ville (XIIIe - XIVe siècle).

## Histoire

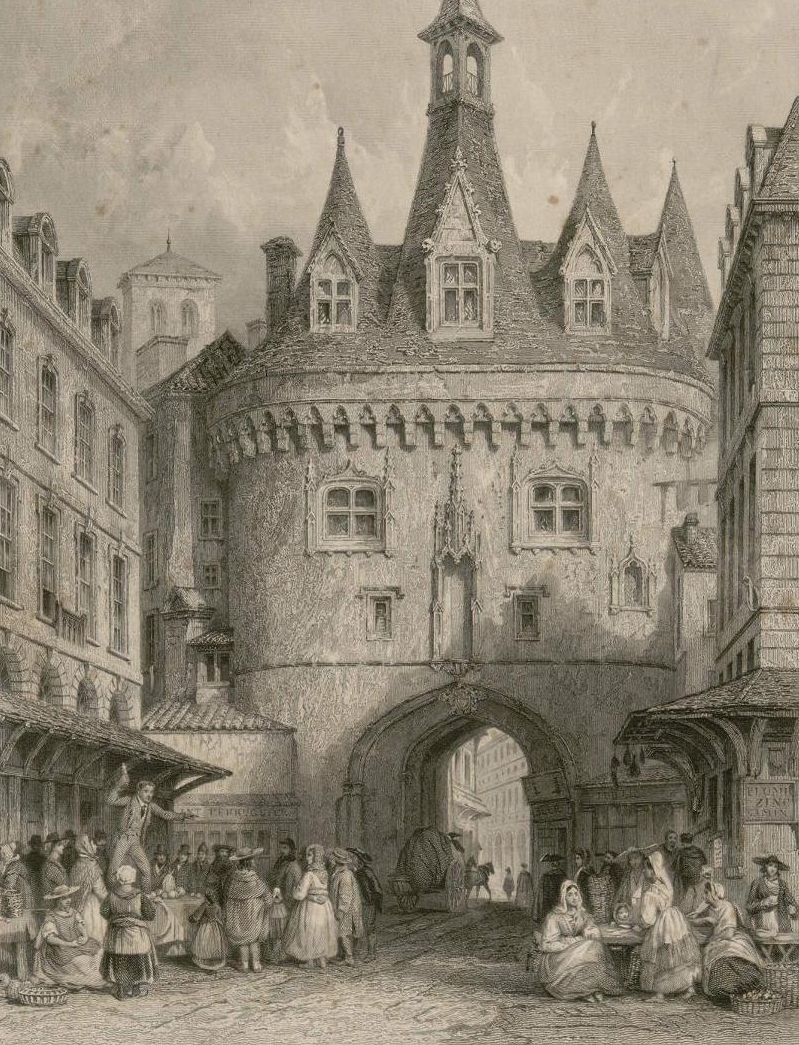
La Porte Cailhau en 1830 (dessin de Thomas Allom).

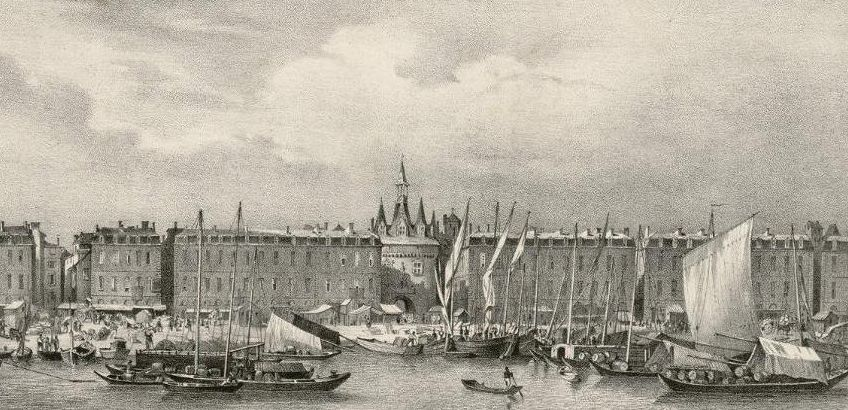
La Porte Cailhau vue du fleuve (estampe de Aimé-Henry-Edmond Bassompierre-Sewrin (1809-1896)).

La porte originelle était implantée dans le rempart du XIVe siècle. Elle a été remplacée par le monument actuel, construit plus près de la Garonne entre 1493 et 1496. Le hasard a voulu qu'en fin de construction, le roi Charles VIII remportât en 1495 la bataille de Fornoue contre les Italiens, au cours de laquelle l'archevêque de Bordeaux, André d'Espinay conduisait un contingent bordelais. Pour commémorer cette victoire, la porte formant une entrée royale face au Palais de l'Ombrière a été dédiée par les jurats à Charles VIII, et ornée de sa statue en marbre blanc, tenant globe et sceptre, entourée du cardinal d'Espinay et de saint Jean-Baptiste. La statue, brisée par les révolutionnaires en 1793 a été remplacée par une copie en pierre en 1880. L'architecte initial en fut probablement Raymond Macip. Par la suite, l'édifice a été assez remanié, notamment par l'élargissement de la baie par l'architecte Charles Dardan en 1753-1754. Mais c'est surtout, l'architecte Charles Durand qui la restaure et la dégage des édifices accolés de 1880 à 1890. 
Dès 1906, la porte Cailhau abrite le Musée du Vieux Bordeaux pour accueillir les collections de la Société archéologique de Bordeaux. Le musée est aménagé avec deux grandes salles, la salle de la Herse pour les réunions, la bibliothèque et les archives au troisième étage, et les dépôts dans les combles. Les collections du musée sont principalement composées de dons, à commencer par le mobilier de la salle de la Herse offert par Armand Bardié, qui peut être qualifié de gothique sobre. La grande salle est décorée de peintures à teintes neutres rehaussées de frises polychromes d'un bel effet, décor réalisé par Désiré Bontemps, un architecte de la ville, Coudol et Labatut, également architectes, et le peintre Millet. Par la suite, de nombreux dons sont venus enrichir les collections, qui ont conduit à l'extension des aménagements avec une troisième salle ouverte en 1913. Le musée était ouvert au public le dimanche. La création de ce musée résulte d'un travail acharné, notamment celui d'Armand Bardié, accompagné par Marius Vachon, qui a effectué plusieurs voyages à Bordeaux pour y donner des conférences et apporter son soutien. En 1970, la Société archéologique ne pouvant plus assurer l'entretien et la gestion du musée, confie les clés de l'édifice à la Ville de Bordeaux. 
Le monument a bénéficié d'une restauration en 1960 et d'une mise en lumière. La rénovation de la place du Palais, située à proximité de la porte et réalisée en 2010, permet une mise en valeur du monument qui est régulièrement ouvert au public pour des visites touristiques.

## Description

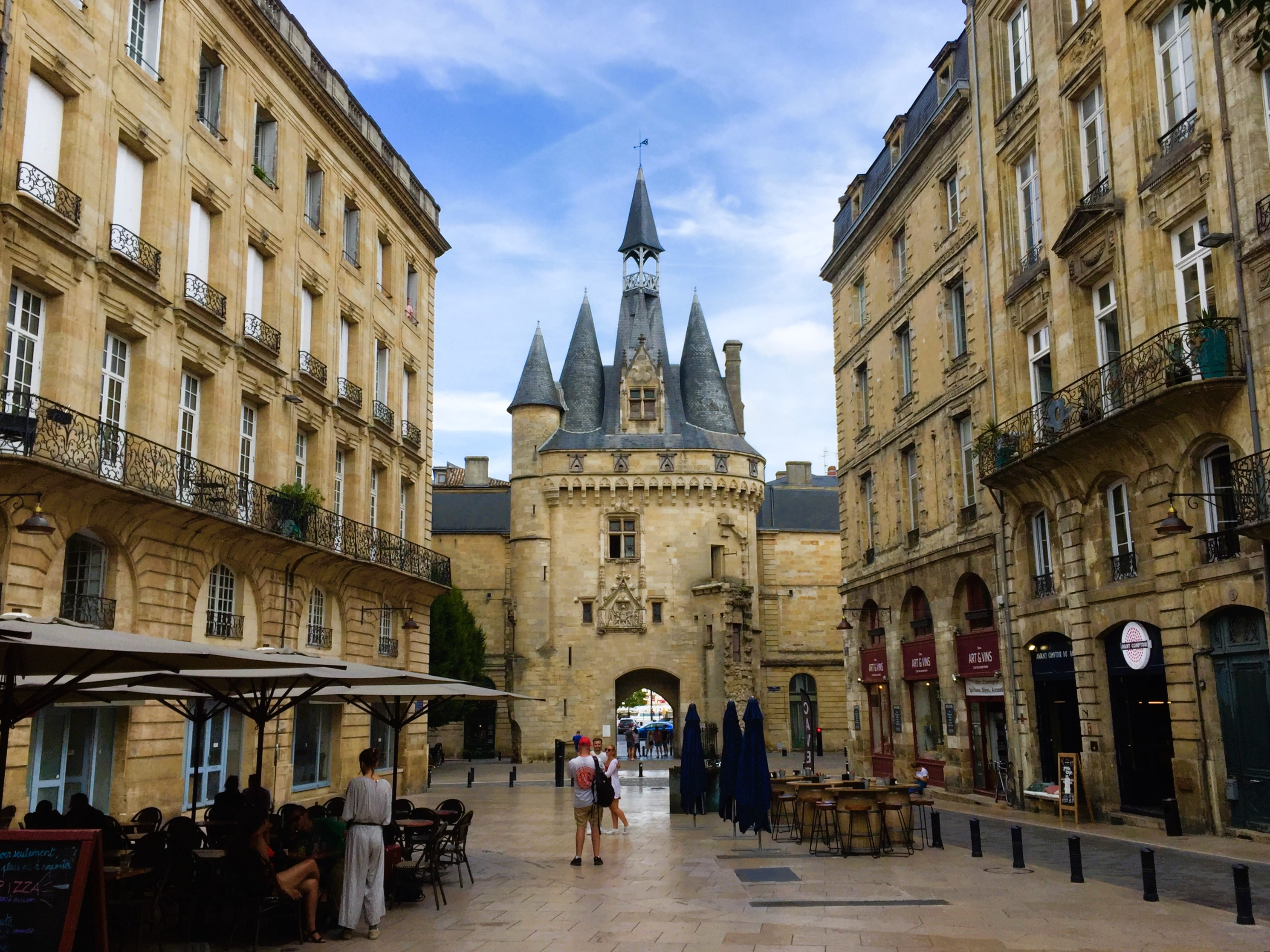
Côté ville.

D’un point de vue architectural, c'est un monument de transition gothique-Renaissance  : mâchicoulis le long de tout le périmètre de la tour, herse, lucarnes et meurtrières trahissent son caractère défensif directement hérité du Moyen Âge. Alors que les accolades au-dessus des fenêtres à meneau, la toiture élancée aux élégantes tourelles ou encore les dais flamboyants au-dessus des niches annoncent déjà un caractère plus décoratif propre à la Renaissance.
Il est à noter que les archères donnent du côté du fleuve mais aussi du côté de la ville.
Du côté de la ville, on voit la trace de l'ancien rempart (environ 2 m d’épaisseur et 8 à 10 m de hauteur) dans lequel une porte, donnant actuellement dans le vide, permettait probablement d'accéder au chemin de ronde.
Avec ses toitures, la porte atteint 35 mètres de haut. Elle est construite en pierre calcaire (calcaire à Astéries). Il s'agit probablement au vu de son faciès de pierre de Bourg ou de pierre de Roque-de-Thau.

### Décors
Sur sa façade, côté ville, on peut voir au centre une scène théâtralisée représentant deux anges portant un écusson à 3 fleurs de lys surmonté par un heaume coiffé de la couronne royale. Le tout est au centre d'un chapiteau décoré également de fleur de lys, encadré de rideaux noués par des cordons, avec au sommet un curieux personnage chevelu semblant observer la scène.
Du côté du fleuve, on trouve plusieurs statues : Charles VIII, saint Jean-Baptiste et le Cardinal d'Épernay, archevêque de Bordeaux, qui était aux côtés du roi lors de la bataille de Fornoue.
En plusieurs endroits, tels que les soubassements de fenêtres, les angles de portes, apparaissent des personnages inquiétants, représentations animales et chimères sculptés dans la pierre.